# Rose Jakobs

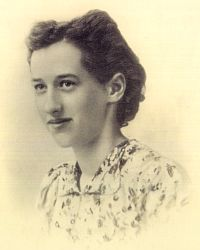
Rose Jakobs, 1942

Rose Jakobs (* 4. Mai 1925 in Oldenburg; † 2. Oktober 1944 in Berg en Dal) war eine deutsche Jüdin, deren Tagebuchaufzeichnungen aus der Zeit von 1942 bis 1944 als zeitgeschichtliches Dokument über den Holocaust veröffentlicht wurden.

## Leben

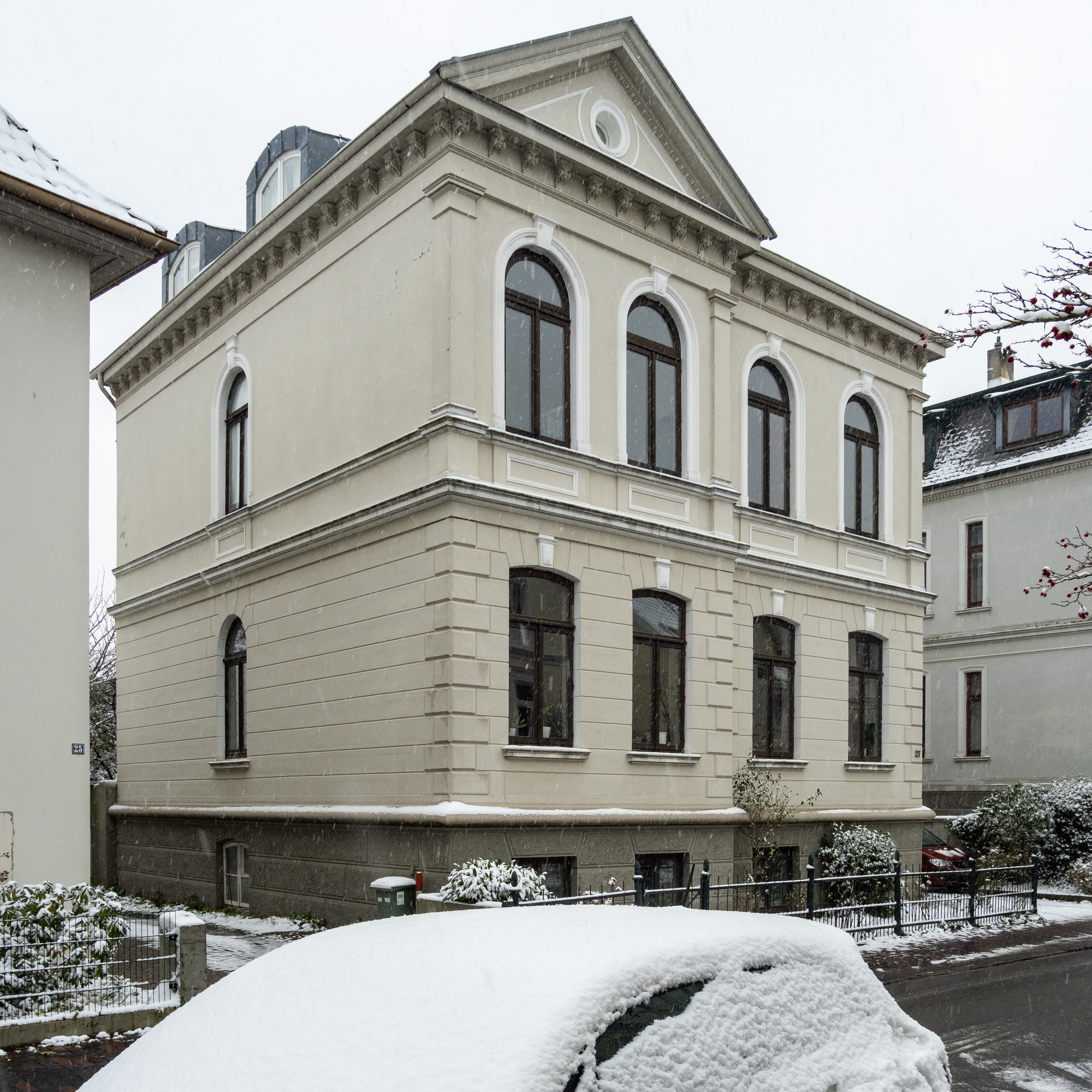
Elternhaus im Steinweg 27, Oldenburg

Rose Jakobs wurde als Tochter des Viehhändlers Aron Jakobs (1898–1980) und von Frieda de Vries (1900–1968) in Niedersachsen geboren. Zusammen mit ihrem Zwillingsbruder (1925–1996) und ihren jüngeren Geschwistern Edith (1927–2009) und Siegbert (* 1934) wuchs sie im Steinweg 27 in einer traditionellen jüdischen Familie auf, in der die Kinder im jüdischen Glauben erzogen wurden. Rose Jakobs besuchte die Stadtmädchenschule A an der Brüderstraße. In Oldenburg lebte auch ihr Onkel Aaron, der Bruder ihres Vaters, mit seiner Frau und seinen drei Kindern. Aufgrund des wachsenden Antisemitismus und der zunehmenden antijüdischen Maßnahmen nach der Machtergreifung der Nationalsozialisten in Deutschland flohen beide Familien im Februar 1938 in die Niederlande. Sie ließen sich in der in unmittelbarer Nähe der Grenze zur deutschen Region Niederrhein gelegenen Stadt Nijmegen in der Reestraat 49 nieder. Nach Ausbruch des 2. Weltkrieges zogen sie im März 1940 weiter in das Landesinnere in die Moliusstraat 20 nach ’s-Hertogenbosch. Nach der Besetzung der Niederlande im Mai 1940 verschärfte sich die Situation der jüdischen Einwohner. Konnte Rose Jakobs anfänglich noch die reguläre Schule besuchen, musste sie ab 1941 zum speziell eingerichteten jüdischen Lyzeum in ’s-Hertogenbosch wechseln. Sie hatte in allen Fächern hervorragende Noten und schloss dort ihr drittes HBS-Jahr ab.
Als Rose Jakobs und ihr Bruder Martin im Alter von 16 Jahren zur Arbeit in einem Arbeitslager eingezogen wurden und die Deportationen als Teil des Holocaust in den Niederlanden zunahmen, tauchten beide Familien im August 1942 unter. Rose versteckte sich mit der Familie ihres Onkels in dem großen Herrenhaus der protestantischen Metzgerfamilie Corstiaan „Cor“ und Helena Hinrichs-Speijers in Nijmegen, ihre Eltern mit Edith und Bert im nahe gelegenen Beek und Martin bei Nachbarn in ’s-Hertogenbosch. In den folgenden zwei Jahren führte Rose Jakobs ein Tagebuch. Im Versteck lebte sie sehr eingeschränkt, war zum ständigen Leise-sein gezwungen und litt im Laufe des Krieges zunehmend unter Hunger und Kälte. Im August 1943 erkrankte sie schwer an Scharlach und wechselte im November zu ihren Eltern in das Versteck nach Beek. Sie beschäftigte sich mit Handarbeiten, Lesen und dem Erlernen der englischen Sprache für den Fall der Befreiung. Im Zuge der Operation Market Garden und der Schlacht um Arnheim ab dem 17. September 1944 fanden rund um Beek schwere Kämpfe statt, bis die Region und der Ort am 27. September 1944 durch amerikanische Fallschirmjäger befreit wurde, doch da die Schlacht um Arnheim scheiterte, gehörte das Gebiet zur Frontlinie. Rose und ihre Verwandten verbargen sich vier Tage im Keller des Verstecks und flohen dann in ein anderes Haus, das gegenüber einer Erste-Hilfe-Station für verwundete Soldaten lag. Am 2. Oktober war Rose Jakobs mit ihrer Schwester Edith auf dem Weg dorthin um bei der Versorgung amerikanischer Soldaten zu helfen. Sie wurde auf der Straße von einer deutschen Splitterbombe getroffen und starb an ihren Verletzungen. Zunächst wurde sie direkt außerhalb des katholischen Friedhofs in Berg en Dal beigesetzt und nach dem Krieg auf den jüdischen Friedhof von Nijmegen umgebettet. Die übrigen Mitglieder der Familie Jakobs überlebten den Krieg.

## Tagebuch und Gedenken
Das Tagebuch von Rose Jakobs besteht aus drei Schulheften und enthält ihre Aufzeichnungen in niederländischer Sprache zwischen dem 30. August 1942 und 1. Oktober 1944. Als historisches Dokument aus der Zeit des Holocausts zeigt es die Unmenschlichkeit des Völkermordes in der Zeit des Nationalsozialismus auf und gibt einen Einblick in die ständige Bedrohung. Rose Jakobs schrieb in ihrem Tagebuch ausführlich über das Leben im Versteck, über „den unmenschlichen Umgang der Nazis mit den Juden, ihre wachsende Verzweiflung über ihren gefährlichen Alltag im Untergrund in der ständigen Hoffnung auf Frieden, ihre Dankbarkeit gegenüber den Menschen, die sie versteckten, und so ihr eigenes Leben in Gefahr brachten und ihre Zuversicht, dass Gott sie und ihre Familie beschützen wird“.
Rose Jakobs’ Schwester Edith bewahrte die Notizbücher Jahrzehnte lang auf und veröffentlichte sie 1999 unter dem Titel De roos die nooit bloeide. Dagboek van een onderduikster, 1942–1944. In deutscher Übersetzung erschien das Tagebuch mit einem Vorwort von Edith Jakobs erst Ende 2024.
Im Jahr 2006 wurde der Geschichte von Rose Jakobs und dem Tagebuch von Oktober bis Mitte Dezember eine Ausstellung im Vrijheidsmuseum in Groesbeek gewidmet, die im Anschluss als Wanderausstellung in den Niederlanden gezeigt wurde, unter anderem in der Informationsstelle für Geschichte, Tourismus und Museumspädagogik Infozentrum WK2 Nijmegen.
Rose Jakobs’ Name wird auf der Denkmalsäule in Berg en Dal genannt. Ebenso ist er auf dem Kriegsdenkmal zur Erinnerung an die zivilen Opfer und Verfolgten in den Niederlanden am Verbindingsweg in Beek aufgeführt. Daneben aufgestellt befindet sich ein Gedenkstein für sie. In ’s-Hertogenbosch wurde am letzten Wohnsitz der Familie in der Moliusstraat 20 ein Stolperstein verlegt.

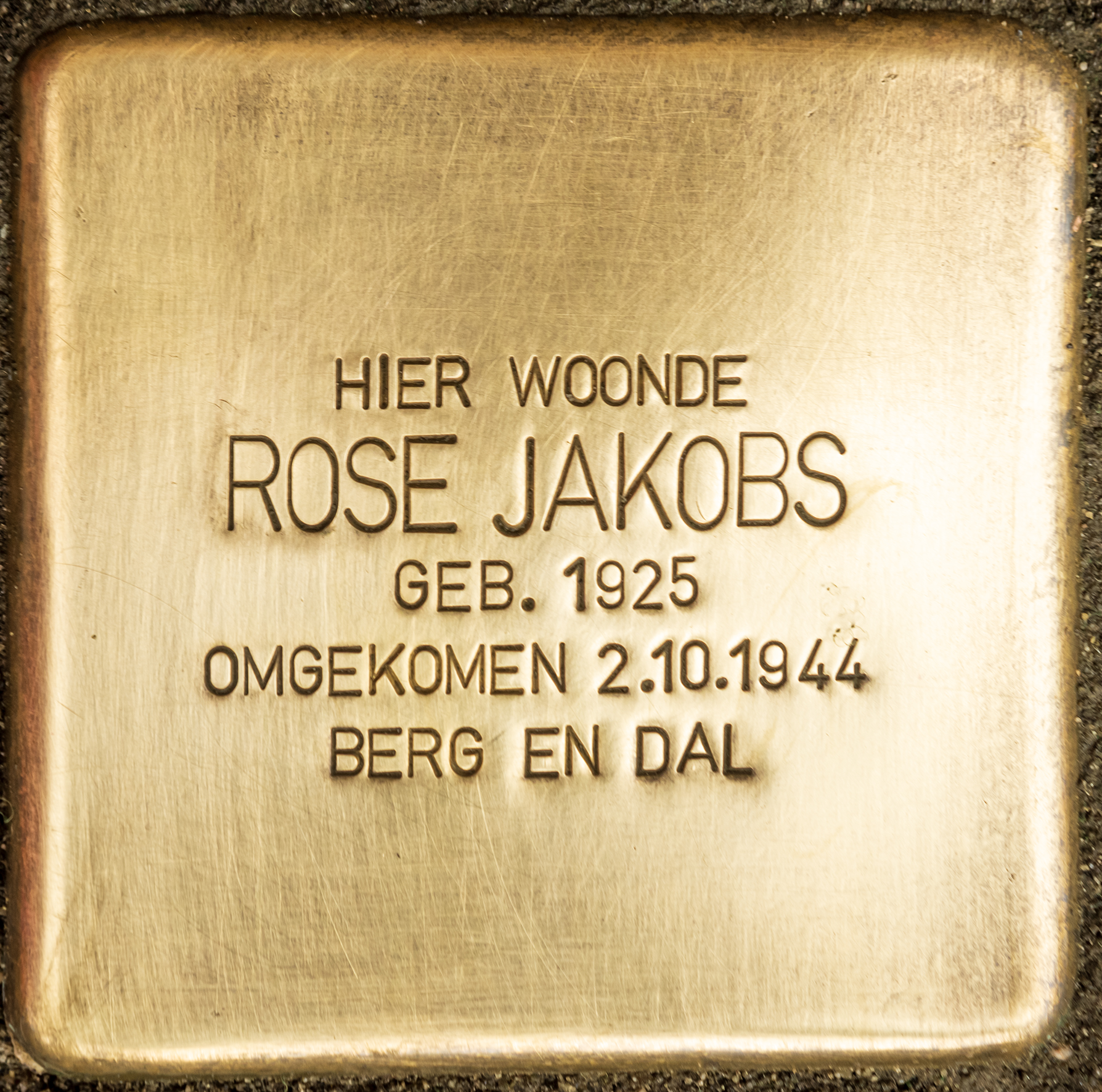
Stolperstein für Rose Jakobs in ’s-Hertogenbosch
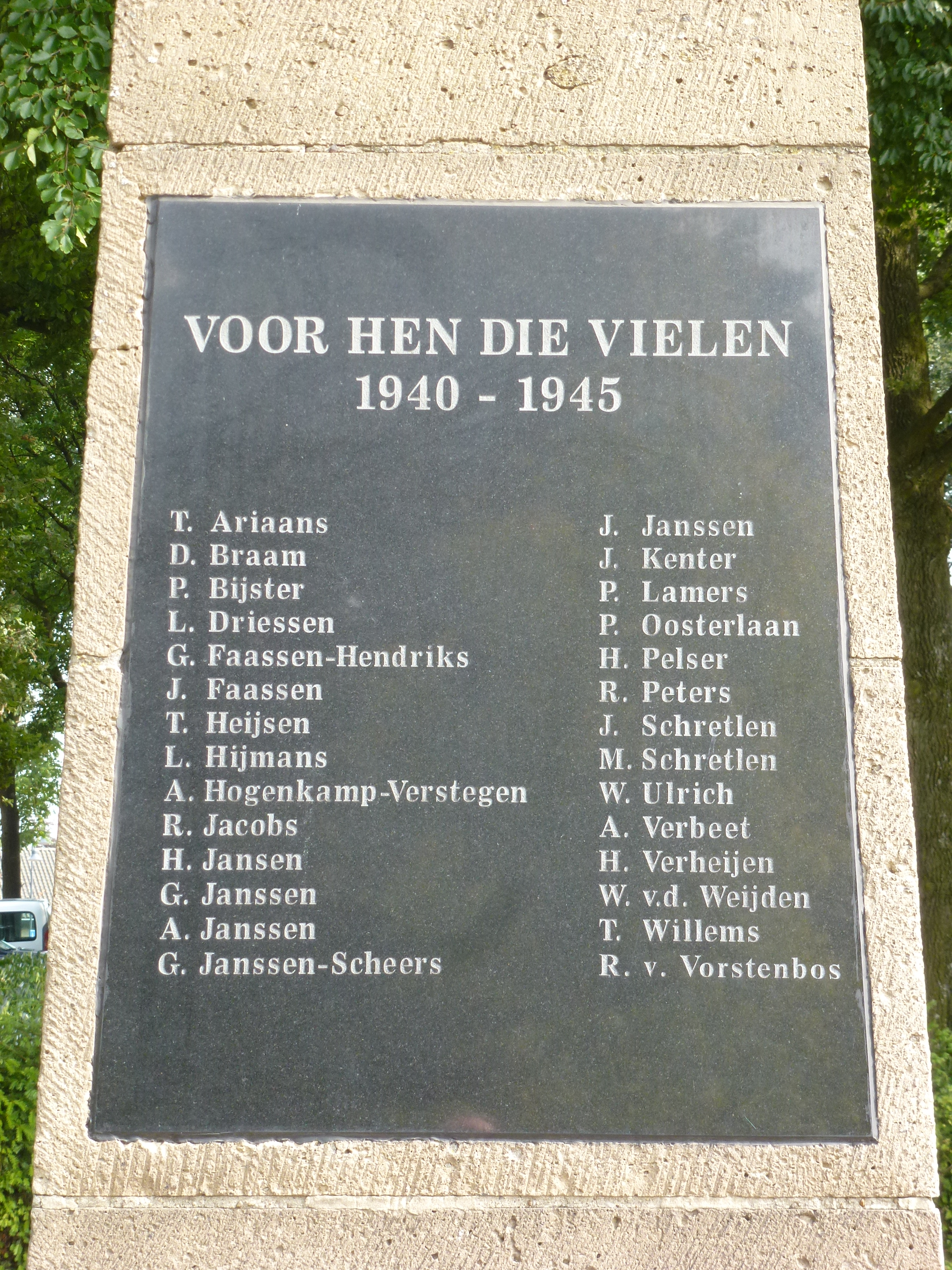
Mahnmal in Berg en Dal
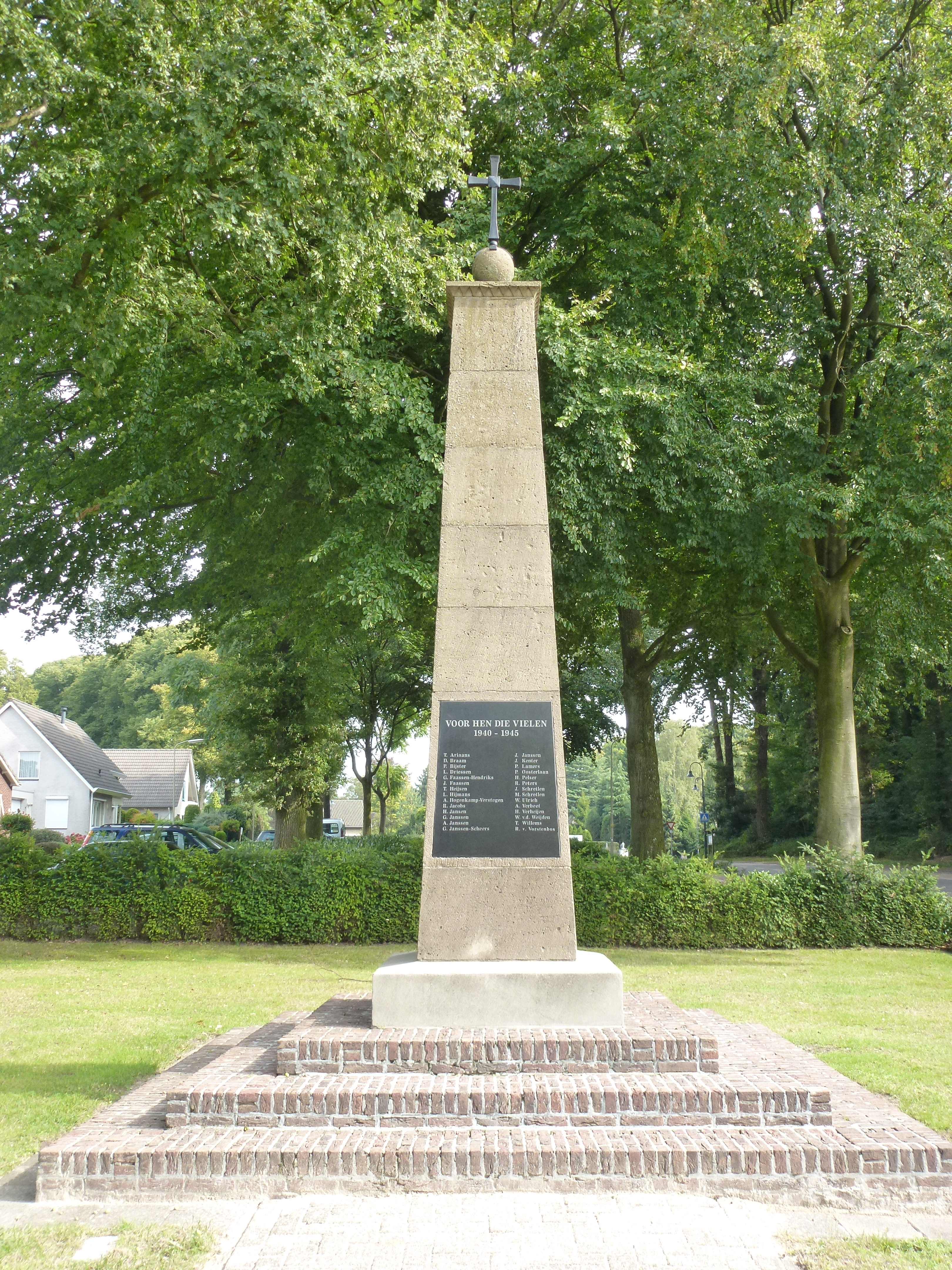
Mahnmal in Berg en Dal
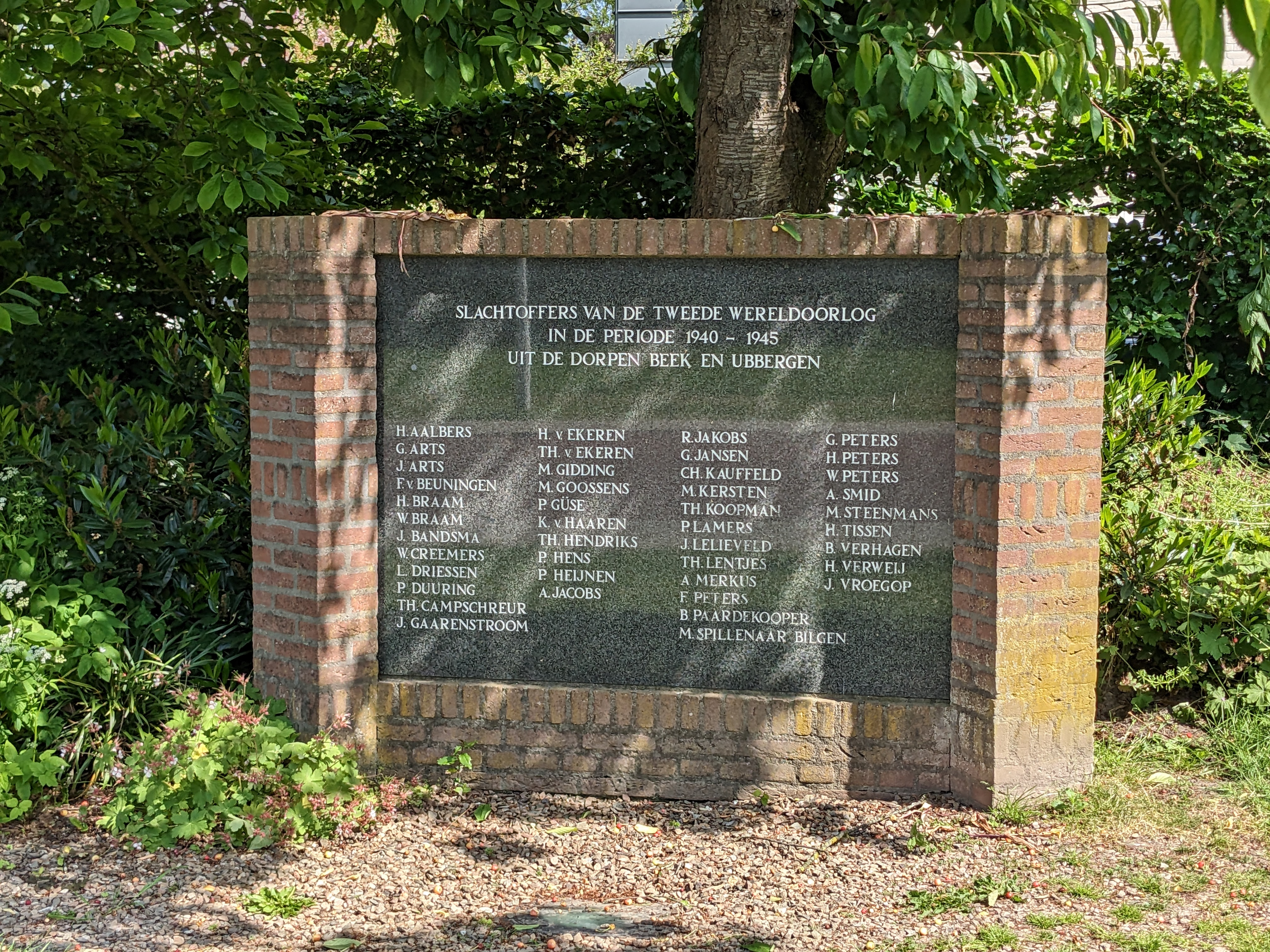
Mahnmal in Beek
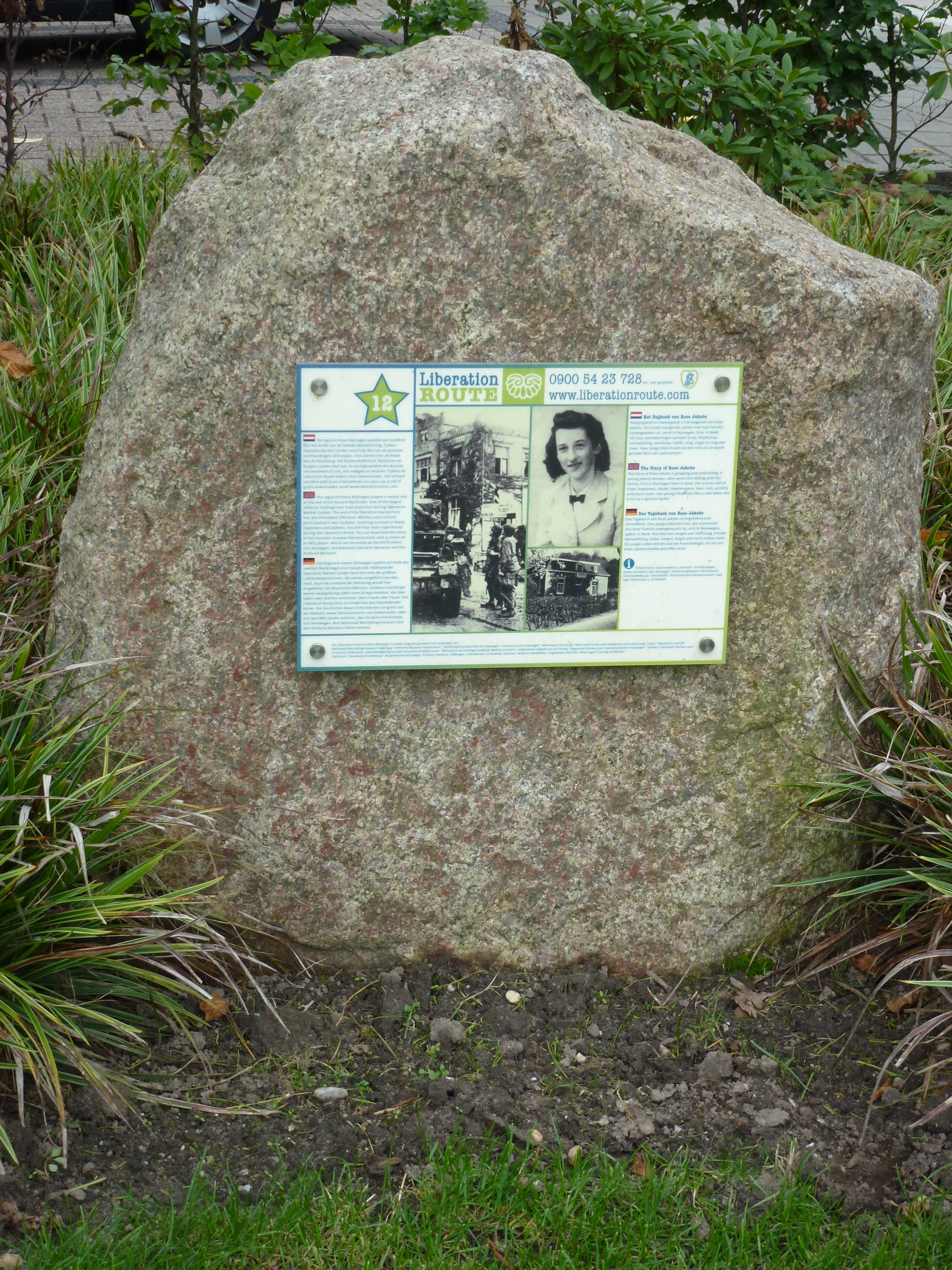
Gedenkstein Rose Jakobs in Beek

## Veröffentlichung
- De roos die nooit bloeide. Dagboek van een onderduikster, 1942–1944. Verlag Arbeiderspers, Amsterdam 1999
  - deutsch: Die Rose, die nie blühte: Tagebuch einer Untergetauchten 1942–1944. Florian Isensee 2024, ISBN 978-3-7308-2163-3